# ソンドン洞
ソンドン洞（ベトナム語：Hang Sơn Đoòng / 𡎟山Đoòng、「ソンドーン」ともいい）は、ベトナム中部のフォンニャ＝ケバン国立公園にある洞窟。
1991年、現地の住人が洞窟の入り口を発見したが、洞窟の中へは入らなかった。
2009年にイギリスの調査隊が本格的な調査を行ったが、それまでは地元民しか知らない未開の地であった。
2014年には観光客向けのツアーが開始された。
2017年時点で世界最大の洞窟である。
全長約9 km、最大高は約240 mにおよび、内部には地下河川も流れている。